# UB-88号潜艇
陛下之UB-88号艇是德意志帝国海军于第一次世界大战期间建造的其中一艘UB-III型近岸潜艇或称U艇。它由汉堡的伏尔铿船厂承建，于1917年12月11日新船下水，至1918年1月26日交付使用。其全长55.52米，水面及水下排水量分别为510吨和640吨，艇载武器则包括五具500毫米鱼雷发射管以及一门105毫米口径甲板炮。UB-88号入役后曾先后被部署至佛兰德区舰队和第二区舰队，并参与了大西洋潜艇战。在五次巡逻期间，该艇合共击沉了14艘协约国或中立国商船，容积总吨累计为31076吨。战后，根据对德停战协定的要求，UB-88号于1918年11月26日被引渡至英国哈维奇正式向协约国投降，继而移交美国，并最终于1921年在圣佩德罗附近遭威尔克斯号驱逐舰击沉。

## 设计

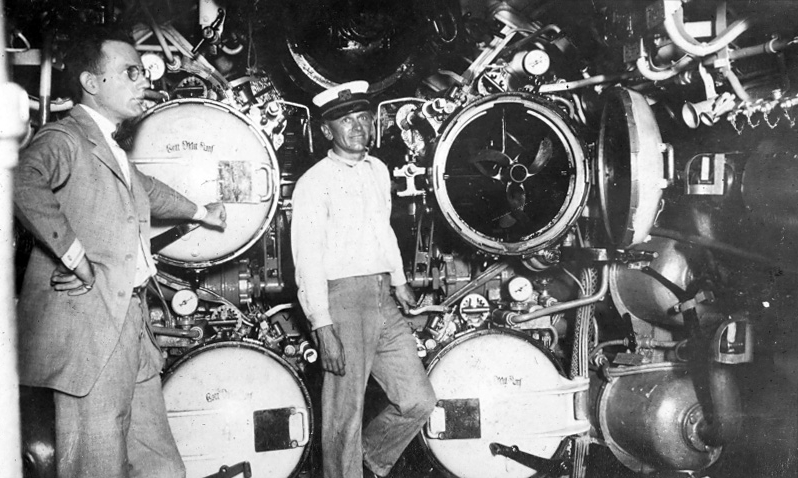
UB-88号的鱼雷舱内部

UB-88号是汉堡伏尔铿船厂承建的UB-III型第三批次（UB-88至UB-102号）的首艇，由德意志帝国海军潜艇监察局于1917年2月6日订购、当月动工，至同年12月11日下水。其全长55.52米，舷宽5.76米。艇体采用双壳体结构，水面及水下排水量分别为510吨和640吨，浮起时的吃水深度为3.73米。由于无需像UC-II型艇那样提供水雷布设装置，设计工程师对潜艇舷弧进行了优化，增大了司令塔体积，配备两具潜望镜，司令塔与控制室之间增加一道水密舱壁。这些改进显著提高了潜艇的水下机动性和生存力。为了达到更高的航速，UB-88号采用两台猛狮-伏尔铿六缸四冲程550匹公制馬力（405千瓦特）柴油机用于水面运行，以及两台394匹公制馬力（290千瓦特）的西门子-舒克特电动发电机用于水下航行；水面最高航速13節（24每小時），水下7.4節（13.7每小時）；能够在水面以6節（11每小時）航速续航7,120海里（13,190），或以4節（7.4每小時）连续在水下航行55海里（102）而无需充电。
UB-88号的主武器为五具500毫米艇艏鱼雷发射管，其中艇艏四具采用层叠式布局分居两侧、艇艉一具，并可搭载合共10枚G6型鱼雷。辅助武器则是一门105毫米45倍径速射炮。其标准船员编制为3名军官加31名水兵。

## 服役历史
1918年1月26日，UB-88号在前UB-17号艇长、海军中尉约翰内斯·里斯的指挥下正式入役，随即展开海试。完成海试后，由于故障频发，该艇直至6月才整备好部署至前线，被编入佛兰德区舰队。在此期间（2月16日），里斯中尉与UC-77号艇长赖因哈德·冯·拉贝瑙上尉互换岗位，由后者接掌UB-88号指挥权。拉贝瑙于6月4日率艇从基尔出发，并设定绕行丹麦、穿越斯卡格拉克海峡的航线，然后向南到达佛兰德港口泽布吕赫。在前往驻地的途中，UB-88号沿英格兰东海岸而下，于10日遇到了一支由五艘货轮和六艘拖网船组成、受两艘驱逐舰和两架飞机护航的船队。它用鱼雷击沉了1566总吨的英国货轮莫德公主号（Princess Maud），致使3人死亡，船上的货物沉入海底。随后，UB-88号又从水下发射鱼雷击沉了1555总吨、正空载航行的瑞典轮船朵拉号（Dora），造成9人丧生。船队的护航舰一度投掷深水炸弹进行反击，但UB-88号得以从战斗中脱险，损失微乎其微。两天后，它抵达泽布吕赫。
UB-88号于6月20日首次代表新部队出海巡逻。22日，它在弗兰伯勒角和桑德兰之间海域遇到了一支南行的护航船队，拉贝瑙遂从水下发动鱼雷攻击，成功击沉了1585总吨的瑞典货轮阿旺斯号（Avance）。翌日，UB-88号遇到了另一支规模约为30艘船的南行护航船队，其中一艘甚至磕撞到了潜艇的主潜望镜。然而，拉贝瑙仍然利用副潜望镜进行水下攻击，击沉了装载着煤炭和普货驶向伦敦、注册吨位为1706吨的英国轮船伦敦号（London）。作为回应，护航舰共投出九枚深水炸弹，但均被潜艇成功避开。在6月25日黎明前，拉贝瑙又发现并击沉了4482总吨的英国煤船非洲运输号（African Transport），造成3人遇难。当天傍晚，又一支20艘规模的南行船队出现，UB-88号抓住机会击沉了3602总吨、满载铁矿石的英国轮船穆尔兰兹号（Moorlands），然后在护航舰只的16发深水炸弹中幸存下来。四天后，拉贝瑙发动水面攻击，将一艘小型（214总吨）英国轮船六十六号（Sixty-six）及其搭载的水泥一同送入海底，并导致6人死亡。同一天，UB-88号还击沉了1157总吨的英国煤船赫尔迪斯号（Herdis），但没有人员伤亡。两天后，即7月1日，该艇结束了巡逻并回到泽布吕赫。
7月29日，UB-88号再度出海，前往英吉利海峡展开破交战。翌日，当驶至勒阿弗尔与怀特岛之间的水域时，它遇到了两艘由法国驱逐舰护航的两艘轮船，遂发射两枚鱼雷。其中一枚击中了6045总吨、正空载行驶的英国轮船贝隆托号（Bayronto），另一枚则完全射失。尽管贝伦托号已经受损，但由于法国驱逐舰用45枚深水炸弹阻止了UB-88号的攻击，贝隆托号得以支撑返港。两天后，UB-88号在布雷斯特发现了一支前往法国的美国大规模护航船队。拉贝瑙试图调整到水下鱼雷攻击的阵位，但船队突然改变航向使其努力白费。当它们进入布雷斯特港前不久，四艘护航巡洋舰与船队分离，驶向公海。这一举动给了拉贝瑙难得的袭击机会，他向其中一艘军舰发射了一枚鱼雷，但未能命中。由于拉贝瑙的冒进，UB-88号遭受了15至20分钟的持续深水炸弹攻击，对其电气系统造成了严重的震荡损伤。然而，迅速有效的损害管制使它得以留在海上继续巡逻。8月3日，UB-88号在布雷斯特以南活动，遇到一支由武装拖网船和观测气球护航的南行船队。其中，正从蒙特利尔开往南特、注册吨位为1998吨的美国轮船波塔吉湖号（Lake Portage）遭潜艇发射的鱼雷击沉，造成3死6伤。随后，拉贝瑙又从北行的护航船队中挑出了另一艘美国轮船伯温德号（Berwind，2589总吨），用一枚鱼雷将其击沉；导致6人罹难。一天后，另一支北行船队驶过UB-88号的巡逻线路。在洛里昂对开约2海里（3.7）处，潜艇发射鱼雷击沉了1901总吨的挪威轮船洪德瓦戈号（Hundvaagø）。8月9日，在返回泽布吕赫的途中，UB-88号完成了是次巡逻的最后一击：在塞纳河口附近发射鱼雷命中了4090总吨重、载着沥青驶往伦敦的英国轮船安塞尔马·德拉林加号（Anselma de Larringa）。尽管受损，该船还是坚持跛行至一个友好的临近港口。UB-88号则继续返航，并于8月11日抵达泽布吕赫。
经过近一个月的准备，UB-88号于9月7日重返大海，作为佛兰德区舰队的一份子进行最后一次巡逻。经过穿行北海、奥克尼群岛和爱尔兰西岸的漫长航行后，它于14日抵达法国西岸的北部海域活动。两天后，该艇取得首个战功，发射一枚鱼雷击沉了3050总吨的英国轮船菲洛墨拉号（Philomel）——当时它正与另外19艘船一同向南航行。9月19日，拉贝瑙又向一支由30艘船组成的护航船队射出两枚鱼雷；两者显然都击中了同一艘船，即满载着煤炭、从纽波特开往波尔多的瑞典货轮范妮号（Fanny，1450总吨）。翌日，UB-88号开始了它漫长的回程，通过同样的路线绕行不列颠群岛并穿越北海。返程途中，该艇于9月22日午夜过后不久便遇到了4221总吨的英国轮船波勒斯利号（Polesley）。拉贝瑙遂发动水面攻击，将这艘煤船送入了康沃尔沿岸附近的海底，并造成43人丧生。潜艇随后恢复航向，于9月29日驶入泽布吕赫。
UB-88号在泽布吕赫仅呆了一夜。随着德军从西线撤退，佛兰德基地遭废弃，相关人员和所有适航潜艇都奉命于10月1日启程返回德国。UB-88号于10月3日抵达黑尔戈兰岛，并加入了第二区舰队。在新部队中，它先是驻扎在黑尔戈兰岛，随后被转移至威廉港，但直到战争结束都未能再参与任何行动。在战争期间的五次巡逻中，UB-88号合共击沉了14艘协约国或中立国商船，容积总吨累计为31076吨。

### 移交美国
战后，根据对德停战协定的要求，UB-88号于1918年11月26日被引渡至英国哈维奇正式向协约国投降。在接下来的几個星期，美国海军表示有兴趣购买几艘前德国潜艇，作为美国当局发行的“胜利自由债券”促销活动的展品。UB-88号成为了因此目的而预留的六艘潜艇之一。1919年3月，美国船员接管该艇，并成立特别管委会，由海军少校约瑟夫·L·尼尔森担任指挥官。经过一段繁忙的出海准备和调试后，UB-88号与U-111、U-117、U-140、UB-148和UC-97号潜艇以及潜艇母舰布什内尔号一起，于4月3日从哈维奇驶出英吉利海峡。这支非典型的美国任务组织被称为“前德国潜艇远征部队”（Ex-German Submarine Expeditionary Force），在经停亚速尔群岛和百慕大群岛之后，于1919年4月27日抵达纽约，并很快便在当地向公众展出。游客、摄影师、记者、海军技术人员和民用潜艇制造商都蜂拥前来参观这六艘战利品。在纽约逗留期间，UB-88号得到了额外的整修，为它参与的债券活动作准备。
随后，六艘潜艇中的五艘奉命沿不同的水路被发往美国各海岸，并访问沿途的各个港口，为胜利自由债券做促销。UB-88号的行程是五艘潜艇中最长的。它被分配前往萨凡纳以南的东岸港口、墨西哥湾沿岸港口、北至孟菲斯的密西西比河以及美国西岸。1919年5月5日，UB-88号跟随其供应船——隶属美国海岸警卫队的接应艇塔斯卡洛拉号一同离开了纽约。在巡游的第一阶段，它造访了萨凡纳、杰克逊维尔、迈阿密和基韦斯特。当离开基韦斯特时，潜艇不得不与塔斯卡洛拉号告别，因为锅炉故障迫使接应艇留在当地维修。麻鸭号成为UB-88号新的供应船，并在潜艇余下的航程中为其护航。从基韦斯特出发，UB-88号先是来到坦帕，继而前往彭萨科拉；然后经行莫比尔和新奥尔良进入密西西比河。在接下来的一个月里，它在大河沿岸大大小小的港口停靠。虽然原本的行程要求它向北最远到达密苏里州的圣路易斯，但潜艇只到达了孟菲斯，随后水位的急剧下降迫使它缩短了在密西西比河上的航程，并回到下游。UB-88号于7月1日返回新奥尔良，进入旱坞维修左舷尾轴。7月22日完成修复后，该艇开始沿德克萨斯沿岸的港口巡游，继而前往运河区。由于在休斯顿和科隆间发生故障，麻鸦号不得不拖曳潜艇走完最后200英里（320）。在接受维修、补给和访客后，UB-88号于8月19日通过巴拿马运河。在巴尔博亚为期两天的访问之后，它沿着墨西哥海岸向北前往圣迭戈，并在墨西哥的阿卡普尔科和曼萨尼约停留，至8月29日抵达目的地。潜艇的最后一段航程是向北前往加利福尼亚州的圣佩德罗、圣巴巴拉、蒙特雷和旧金山；俄勒冈州的阿斯托利亚和波特兰；以及华盛顿州的西雅图、塔科马和布雷默顿。在回程途中，它只在旧金山停留，并于11月6日离开该港口前往圣佩德罗的潜艇基地，至次日抵达。UB-88号的巡游里程共计15,361英里（24,721），期间共造访了45个港口，吸引了逾400000名游客登艇参观。
在圣佩德罗搁置了四个月后，UB-88号于1920年4月1日开启拆卸进程。这项行动于8月31日完成，UB-88号自11月1日退出现役，艇内大部分的机械设备均被移除。第二年春天，潜艇在拖船波科莫克号的牵引下最后一次回到海上，并于1921年3月1日根据最初的协议由威尔克斯号驱逐舰负责将其击沉。在新墨西哥号上的媒体和官员们的注视下，威尔克斯号向UB-88号发射了二十四枚4英寸（100）炮，摧毁了潜艇的司令塔，并在艇艏开了一个“大洞”。潜艇开始起火并倾侧，继而艇艏沉入水中，艇艉则以直挺状升向空中，停顿片刻后最终迅速沉没。UB-88号就此成为唯一一艘在加利福尼亚海岸沉没的德国U艇。

## 残骸
在此后长达八十二年的时间里，UB-88号的残骸方位便一直被传说和混乱所围绕，许多人声称知道它的位置，搜寻过它，甚至有人表示潜入过内部。但直至2003年，才有一位游钓者利用声纳在卡塔利娜海峡30至40米的深度找到沉船，并最终确认为UB-88号的所处位置。其残骸大致位于33°36′N 118°14′W / 33.600°N 118.233°W处，由于舷宽仅5.8米，UB-88号很可能已陷入海底数英尺，使测深仪和声纳搜索扫描到的外形轮廓进一步缩小。司令塔因被4英寸炮命中而造成金属撕裂磨损。艇艏的情况也很糟糕，它先是受到威尔克斯号的直接打击，然后又在下沉时撞到海底。木质甲板与螺旋桨已不翼而飞，整艘潜艇看起来就像一个带有几个弹孔的大型铆接下水管道。许多潜水员推测，UB-88号艇内会有潜艇中常见的各种黄铜文物。然而，早在其横渡大西洋之前，人们便已留意到该艇的许多机械设备已遭腐蚀，一些有价值的仪器则已被纪念品搜集者剥离。为数不多的由黄铜制成的仪器、仪表和其它物件均在圣佩德罗拆卸时被移除。值得注意的是，UB-88号还有一个由25英磅（11）三硝基甲苯组成、尚未爆炸的凿沉装药，本意是在炮火无效的情况下会用于引爆UB-88号。然而，驱逐舰的炮弹发挥了作用，其中一枚炮弹切断了潜艇与一艘备用舰艇之间的电缆，防止了必要时的烈性炸药爆炸。残骸遗址如今它已成为潜水员探险的热门目的地。其艇身的战时灰色油漆已被橙色和草莓色的海葵所取代，并有岩鱼在鱼雷发射管内游弋。

## 袭击历史摘要
| 日期          | 船名                | 船籍 | 吨位 | 结局 |
| ------------- | ------------------- | ---- | ---- | ---- |
| 1918年6月10日 | 莫德公主号          | 英国 | 1566 | 击沉 |
| 1918年6月10日 | 朵拉号              | 瑞典 | 1555 | 击沉 |
| 1918年6月22日 | 阿旺斯号            | 瑞典 | 1585 | 击沉 |
| 1918年6月23日 | 伦敦号              | 英国 | 1706 | 击沉 |
| 1918年6月25日 | 非洲运输号          | 英国 | 4482 | 击沉 |
| 1918年6月25日 | 穆尔兰兹号          | 英国 | 3602 | 击沉 |
| 1918年6月29日 | 赫尔迪斯号          | 英国 | 1157 | 击沉 |
| 1918年6月29日 | 六十六号            | 英国 | 214  | 击沉 |
| 1918年7月30日 | 贝隆托号            | 英国 | 6045 | 击伤 |
| 1918年8月3日  | 伯温德号            | 美国 | 2589 | 击沉 |
| 1918年8月3日  | 波塔吉湖号          | 美国 | 1998 | 击沉 |
| 1918年8月4日  | 洪德瓦戈号          | 挪威 | 1901 | 击沉 |
| 1918年8月9日  | 安塞尔马·德拉林加号 | 英国 | 4090 | 击伤 |
| 1918年9月16日 | 菲洛墨拉号          | 英国 | 3050 | 击沉 |
| 1918年9月19日 | 范妮号              | 瑞典 | 1450 | 击沉 |
| 1918年9月22日 | 波勒斯利号          | 英国 | 4221 | 击沉 |

## 脚注
1. ↑  Rössler，第61頁.
2. ↑  Delsescaux, Jeffrey R.  (PDF). Articles of the SCA Proceedings. 2019, 33  [2020-01-20]. （原始内容 (PDF)存档于2022-03-01）.
3. 1 2  Helgason, Guðmundur. . German and Austrian U-boats of World War I - Kaiserliche Marine - Uboat.net.   [2022-05-18].
4. 1 2 3 4 5  Gröner 1991，第25-30頁.
5. 1 2  Helgason, Guðmundur. . German and Austrian U-boats of World War I - Kaiserliche Marine - Uboat.net.   [2015-02-08].
6. 1 2  Helgason, Guðmundur. . German and Austrian U-boats of World War I - Kaiserliche Marine - Uboat.net.   [2015-02-08].
7. ↑  陈进，第239頁.
8. ↑  Helgason, Guðmundur. . German and Austrian U-boats of World War I - Kaiserliche Marine - Uboat.net.   [2022-05-17].
9. ↑  Helgason, Guðmundur. . German and Austrian U-boats of World War I - Kaiserliche Marine - Uboat.net.   [2022-05-17].
10. 1 2 3 4 5 6 7  Raymond A. Mann. . Naval History and Heritage Command. 2021-02-25  [2022-04-26]. （原始内容存档于2022-05-17）.
11. ↑  Helgason, Guðmundur. . German and Austrian U-boats of World War I - Kaiserliche Marine - Uboat.net.   [2022-05-17].
12. ↑  Helgason, Guðmundur. . German and Austrian U-boats of World War I - Kaiserliche Marine - Uboat.net.   [2022-05-17].
13. ↑  Helgason, Guðmundur. . German and Austrian U-boats of World War I - Kaiserliche Marine - Uboat.net.   [2022-05-17].
14. ↑  Helgason, Guðmundur. . German and Austrian U-boats of World War I - Kaiserliche Marine - Uboat.net.   [2022-05-17].
15. ↑  Helgason, Guðmundur. . German and Austrian U-boats of World War I - Kaiserliche Marine - Uboat.net.   [2022-05-17].
16. ↑  Helgason, Guðmundur. . German and Austrian U-boats of World War I - Kaiserliche Marine - Uboat.net.   [2022-05-17].
17. ↑  Helgason, Guðmundur. . German and Austrian U-boats of World War I - Kaiserliche Marine - Uboat.net.   [2022-05-17].
18. ↑  Helgason, Guðmundur. . German and Austrian U-boats of World War I - Kaiserliche Marine - Uboat.net.   [2022-05-17].
19. ↑  Helgason, Guðmundur. . German and Austrian U-boats of World War I - Kaiserliche Marine - Uboat.net.   [2022-05-17].
20. ↑  Helgason, Guðmundur. . German and Austrian U-boats of World War I - Kaiserliche Marine - Uboat.net.   [2022-05-17].
21. ↑  Helgason, Guðmundur. . German and Austrian U-boats of World War I - Kaiserliche Marine - Uboat.net.   [2022-05-17].
22. ↑  Helgason, Guðmundur. . German and Austrian U-boats of World War I - Kaiserliche Marine - Uboat.net.   [2022-05-17].
23. ↑  Helgason, Guðmundur. . German and Austrian U-boats of World War I - Kaiserliche Marine - Uboat.net.   [2022-05-17].
24. ↑  Helgason, Guðmundur. . German and Austrian U-boats of World War I - Kaiserliche Marine - Uboat.net.   [2022-05-17].
25. ↑  Gibson & Prendergast，第324頁.
26. 1 2  Helgason, Guðmundur. . German and Austrian U-boats of World War I - Kaiserliche Marine - Uboat.net.   [2015-02-08].
27. ↑  Gibson & Prendergast，第377頁.
28. ↑  . The Washington Herald (Washington, D.C.). 1919-04-23: 1, 3.
29. 1 2 3  Brendan Coyle. . The UB88 Project. Diver Magazine. 2005-05  [2022-05-18]. （原始内容存档于2020-02-20）.
30. 1 2  . California Wreck Divers.   [2022-05-18]. （原始内容存档于2020-02-18）.
31. ↑  . California Diver. 2021-12-04  [2022-05-18]. （原始内容存档于2021-02-11）.